# سكوت بيكر (صحفي)
سكوت بيكر (بالإنجليزية: Scott Baker) هو صحفي أمريكي، ولد في 4 مارس 1964.